# James Harrison (ingénieur)
Pour les articles homonymes, voir James Harrison.
Compléments
- Inventeur de la première machine mécanique à fabriquer de la glace 1851

James Harrison (17 avril 1816 - 3 septembre 1893), Australien, est un imprimeur, journaliste, homme politique et pionnier dans les techniques de réfrigération.
En 1873, il a remporté une médaille d'or à l'Exposition de Melbourne après avoir prouvé que la viande conservée congelée pendant plusieurs mois restait parfaitement comestible.

## Biographie
James Harrison est né à St Johns (près de Renton), comté de Dunbartonshire en Écosse. Il est le fils d'un pêcheur. Il commence son apprentissage d'imprimeur à Glasgow puis travaille à Londres avant d'émigrer à Sydney en 1837.
En 1839, il émigre à Melbourne et trouve un emploi comme compositeur et plus tard éditeur pour John Pascoe Fawkner qui publie le Port Phillip Patriot, premier journal de Melbourne.
Lorsque Fawkner acquiert une nouvelle presse, Harrison lui offre 30 £ pour la presse d'origine afin de commencer son propre journal. Il crée et édite ainsi le Geelong Advertiser, le premier journal à Geelong, dont il est propriétaire de 1842 à 1862. C'est durant cette période que Harrison développe son intérêt pour la réfrigération.
En effet, bien que le lien entre l'impression et la réfrigération peut sembler improbable, Harrison développe un sens aigu de l'observation. Il remarque que l'éther sulfurique, un fluide utilisé pour nettoyer les caractères mobiles en métal de sa presse, laisse ces caractères froids lorsque évaporé. Il utilise ce principe d'évaporation et de refroidissement pour la conception de son propre réfrigérateur.
Sa première machine mécanique à fabriquer de la glace fonctionna en 1851 sur les berges de la rivière Barwon à Geelong. La première version commerciale suivit en 1854, et le brevet pour son système de réfrigération par compression de vapeur d'éther fut enregistré en 1855. Cette machine produisait jusqu'à 3 000 kg de glace par jour.
En 1856, Harrison se rend à Londres où il fit breveter son processus à la fois (747 de 1856) et son appareil (2362 de 1857).